# Wappen des Osmanischen Reiches

Wappen des Osmanischen Reiches

Das Staatswappen des Osmanischen Reiches (arma-i ʿOs̲mānī) war das offizielle Wappen des Osmanischen Reiches. Es wurde mehrmals in der Geschichte modifiziert und erweitert. Seine endgültige Form erlangte das Wappen am 17. April 1882 durch Sultan Abdülhamid II. Das Staatswappen wurde 1923 nach dem Zerfall des Osmanischen Reiches und der Gründung der Türkei durch das Wappen der Türkei ersetzt. Es war faktisch bis 1922 in Gebrauch.

## Bedeutung
Das Zeichen im Kreis, die sogenannte Tughra, setzt sich aus den Namen der osmanischen Sultane zusammen, darunter ist der Mond (mit der Inschrift: Die Fürsten des osmanischen Reichs bauen auf die Hilfe und Erfolg durch Allah) zu sehen. Die grüne Fahne symbolisiert Rumelien, die rote Fahne steht für Anatolien und andere asiatische Eyâlets, die Waffen sind typisch osmanische Kriegsgeräte, wie zum Beispiel Bombarden, wie sie bei der Einnahme von Konstantinopel berühmt wurden. Die Blumen stehen für Frieden und Glück, die beiden Bücher für Koran und Sunna sowie die Liebe zur Philosophie und zur Wissenschaft und die Waage für die Gerechtigkeit.
Die fünf Medaillen an der Unterseite symbolisieren verschiedene denkwürdige Ereignisse. Die Medaillen heißen von links nach rechts: Şefkat Nişanı, Osmani Nişanı, İmtiyaz Nişanı, Mecidiye Nişanı und İftihar Nişanı.

## Quelle
- Godfrey Goodwin: A History of Ottoman Architecture. Johns Hopkins Press, Baltimore 1971.